# 313-й штурмовой авиационный полк
313-й штурмовой авиационный полк, он же до сентября 1941 года «313-й отдельный разведывательный авиационный полк» — воинская часть вооружённых СССР в Великой Отечественной войне.

## История
Сформирован в 1940 году. На 22 июня 1941 года базировался в Слепнянке (на сегодняшний день в черте Минска), находясь в подчинении Западного Особого военного округа, имея на вооружении 20 самолётов СБ, 67 экипажей (из них боеготовых 38)
В составе действующей армии как 313-й отдельный разведывательный авиационный полк с 22 июня 1941 по 2 сентября 1941, как 313-й штурмовой авиационный полк с 26 октября 1941 по 14 июля 1942 и с 30 августа 1942 по 18 марта 1943 года.
В 8 утра 22 июня 1941 года получил приказ осуществить разведку в районах Сувалок и Августова, что полк сделал, при этом нанеся бомбовый удар по колонне противника и затем, в первые дни войны продолжает подобную боевую деятельность, в том числе нанося ночные удары и даже по объектам в Восточной Пруссии . Также 22 июня 1941 года самолётами полка в район Белостока был переброшен И.В. Болдин, заместитель командующего войсками Западного Особого военного округа. С 23 июня 1941 года штаб, части обеспечения, незадействованные экипажи уже начали переброску под Могилёв
К 28 июня 1941 года в полном составе перелетел на аэродром Луполово близ Могилёва и 29 июня 1941 года самолёты полка нанесли бомбоштурмовой удар по колоннам врага у Бобруйска и переправам через Березину, и затем в течение июля 1941 года полк совершил сотни боевых вылетов в районы Слуцка, Глуска, Старых Дорог, Бобруйска, Борисова, Березино, Белыничей - всюду, где замечалось скопление немецких войск и техники. Кроме того 25-30 июня 1941 года лётчики полка устанавливали связь и местонахождение окружённых сухопутных частей фронта. Вылеты осуществлялись и на штурмовиках Ил-2, эскадрилья которых прибыла в полк в первых числах июля 1941, и на которую была возложена задача обороны Могилёвского района. Так 8 июля 1941 года полк вместе с полками 43-й истребительной авиационной дивизии наносит мощный удар по всем выявленным на участке немецким аэродромам и полевым площадкам. 12 июля 1941 года полк перебазировался с Луполовского аэродрома под Вязьму и в дальнейшем до конца августа 1941 года действует на Смоленском направлении.
В конце августа 1941 года выведен в резерв.
В конце октября 1941 поступил в распоряжение командования 52-й армии, действовал в ходе Тихвинских оборонительной и наступательной операций, действует в районе Малой Вишеры, Чудова, Новгорода, прикрывает Октябрьскую железную дорогу. В 1942 году участвует в Любанской операции. В начале июня 1942 года поступил в состав 1-й ударной авиагруппы и продолжал действовать на Волховском фронте, в июле 1942 года  выведен на переформирование.
В конце августа 1942 года переброшен под Сталинград, войдя в состав 291-й штурмовой авиационной дивизии вместо 30-го бомбардировочного авиационного полка. С 6 сентября 1942 года наносит штурмовые удары в районах Воропаево — Кузьмичи — Древний Вал — Конный разъезд, в ноябре 1941 года - в районах хутора Бородки и балки Сухая Мечетка. К 10 декабря 1942 года полк был изъят из состава дивизии и передан в состав 228-й штурмовой авиационной дивизии, продолжавшей действовать западнее Сталинграда.
18 марта 1943 года за проявленную отвагу в боях с немецко-фашистскими захватчиками, за стойкость, мужество, дисциплину и организованность, за героизм всего личного состава в разгроме фашистских войск под Сталинградом Приказом НКО СССР №128 и Директивой Штаба ВВС КА №512339 от 21 марта 1943 года полк преобразован в 79-й гвардейский штурмовой авиационный полк

## Подчинение
| Дата            | Фронт (округ)                                              | Армия                                | Корпус                         | Дивизия                             | Примечания          |
| --------------- | ---------------------------------------------------------- | ------------------------------------ | ------------------------------ | ----------------------------------- | ------------------- |
| 22.06.1941 года | Западный фронт                                             | -                                    | -                              | -                                   | -                   |
| 01.07.1941 года | Западный фронт                                             | -                                    | -                              | -                                   | -                   |
| 10.07.1941 года | Западный фронт                                             | -                                    | -                              | -                                   | -                   |
| 01.08.1941 года | Западный фронт                                             | -                                    | -                              | -                                   | -                   |
| 01.09.1941 года | Западный фронт                                             | -                                    | -                              | -                                   | -                   |
| 01.10.1941 года | -                                                          | -                                    | -                              | -                                   | на переформировании |
| 01.11.1941 года | -                                                          | 52-я отдельная армия                 | -                              | -                                   |                     |
| 01.12.1941 года | -                                                          | 52-я отдельная армия                 | -                              | -                                   | -                   |
| 01.01.1942 года | Волховский фронт                                           | 52-я армия                           | -                              | -                                   | -                   |
| 01.02.1942 года | Волховский фронт                                           | 52-я армия                           | -                              | -                                   | -                   |
| 01.03.1942 года | Волховский фронт                                           | 2-я ударная армия                    | -                              | -                                   | -                   |
| 01.04.1942 года | Волховский фронт                                           | 2-я ударная армия                    | -                              | -                                   | -                   |
| 01.05.1942 года | Ленинградский фронт (Группа войск Волховского направления) | 2-я ударная армия                    | -                              | -                                   | -                   |
| 01.06.1942 года | Ленинградский фронт (Волховская группа войск)              | 2-я ударная армия                    | -                              | -                                   | -                   |
| 01.07.1942 года | Ставка ВГК                                                 | -                                    | 1-я ударная авиационная группа | -                                   | -                   |
| 01.08.1942 года | Резерв Ставки ВГК                                          | 2-я истребительная авиационная армия | -                              | 291-я штурмовая авиационная дивизия | -                   |
| 01.09.1942 года | Резерв Ставки ВГК                                          | 16-я воздушная армия                 | -                              | 291-я штурмовая авиационная дивизия | -                   |
| 01.10.1942 года | Донской фронт                                              | 16-я воздушная армия                 | -                              | 291-я штурмовая авиационная дивизия | -                   |
| 01.11.1942 года | Донской фронт                                              | 16-я воздушная армия                 | -                              | 291-я штурмовая авиационная дивизия | -                   |
| 01.12.1942 года | Донской фронт                                              | 16-я воздушная армия                 | -                              | 291-я штурмовая авиационная дивизия | -                   |
| 01.01.1943 года | Донской фронт                                              | 16-я воздушная армия                 | -                              | 228-я штурмовая авиационная дивизия | -                   |
| 01.02.1943 года | Донской фронт                                              | 16-я воздушная армия                 | -                              | 228-я штурмовая авиационная дивизия | -                   |
| 01.03.1943 года | Центральный фронт                                          | 16-я воздушная армия                 | -                              | 228-я штурмовая авиационная дивизия | -                   |

## Командиры
- капитан Бородин Иван Дмитриевич, 19.09.1940 -
- майор Петров Г. И., на 22.06.1941
- майор Бородин Иван Дмитриевич, 01.1943 — 18.03.1943